# Balijski tiger
Balijski tiger (znanstveno ime Panthera tigris balica), indonezijsko harimau Bali, staro balijsko samong je bila podvrsta tigrov, ki je živela izključno na indonezijskem otoku Bali. Balijski tiger je bil ena od treh podvrst tigrov, ki so živeli na ozemlju današnje Indonezije. Poleg njega je tam živel danes prav tako iztrebljen javanski tiger, edina preživela podvrsta pa je izjemno ogrožen sumatrski tiger. Balijski tiger je bil najmanjša podvrsta tigra na svetu.
Zadnji uradno zabeleženi primerek te velike mačke je bila samica, ki so jo ustrelili na zahodnem delu Balija, pri Sumbar Kimi, 27. septembra 1937. Verjetno je vrsta sicer izumrla šele konec štiridesetih ali v začetku petdesetih let 20. stoletja. Balijski tiger je izumrl zaradi izgube življenjskega prostora in zaradi lova nanj. Glede na življenjski prostor populacija tega tigra ni bila nikoli velika.

## Značilnosti
Balijski tiger je bil najmanjša podvrsta tigrov. Odrasli samci so v povprečju tehtali med 90 in 100 kg, samice pa med 65 in 80 kg. Samci so v dolžino dosegli med 220 in 230 cm, samice pa med 195 in 200 cm.
Balijski tiger je imel kratko dlako, ki je bila temno oranžne barve, izmed vseh podvrst tigrov pa je imel najmanj prečnih temnih prog. Pri nekaterih primerkih so se med progami pojavljale tudi posamične črne pege. Obrazna maska je bila značilna za to podvrsto, in je bila sestavljena iz pokončnih črnih prog na svetli podlagi. Trebuh je bil bolj izrazito bel kot je to običajno za ostale tigre, ker je bila posledica temnejše obarvanosti dlake.

## Vloga tigra v balijski kulturi in znanstveni pristop
V balijski kulturi je imel tiger pomembno vlogo. Pojavljal se je v ljudski umetnosti ter v folklori. Značilne so slike Kamasan, ki so jih slikali v kraljestvu Klungkung.
O balijskem tigru je malo znanega. Največ zaslug za dokumentiranost balijskega tigra ima madžarski baron Oszkár Vojnich, ki je lovil in fotografiral balijske tigre na začetku 20. stoletja. 3. novembra 1911 je med eno od ekspedicij ustrelil odraslega balijskega tigra, ki ga je tudi opisal v svoji knjigi "V vzhodnoindijskem arhipelagu" (Budimpešta , 1913)
V knjigi je baron opisal tudi najbolj priljubljeno metodo lova na te velike zveri. Običajno so tigre lovili v pasti, ki so jih nastavili pod vabo, ko pa je tiger stopil vanjo in se ujel, so ga iz bližine pokončali s strelom v glavo.
Dokončno so tigre na baliju iztrebili med nizozemsko kolonizacijo, ko so prirejali lovske pohode na Bali, v katerih so evropski športni lovci streljali balijske tigre. Tako je znano, da je puškar E. Munaut v nekaj letih pobil več kot dvajset tigrov
Zadnji uradno ujeti tiger je bila odrasla samica, ki so jo ustrelili 27. septembra 1937 pri Sumbar Kimi, na zahodu Balija. Po tem letu so očividci še večkrat poročali o opaženih tigrih. Zapisi o tem izvirajo iz let 1952, 1970 in 1972.
Možno je, da so se zadnji primerki zatekli na zahodni del otoka, kjer je bil leta 1947 ustanovljen Nacionalni park Zahodni Bali.
Balijskega tigra niso nikoli ujeli živega, prav tako ne obstaja noben video zapis te živali. Do danes se je ohranilo le nekaj lobanj, kosti in kož te velike mačke. Največjo zbirko ima tako danes Britanski muzej, ki hrani dve koži in tri lobanje balijskega tigra. Ostanke poslednjega ujetega tigra ima danes muzej v Bogorju (Indonezija), med muzeji, ki imajo ostanke te podvrste pa so še muzej v Muzeju Seckenberg v Frankfurtu, Naturkunde Museum v Stuttgartu in muzej Naturalis v Leidnu. Leta 1997 so odkrili še eno lobanjo balijskega tigra, ki so jo imeli spravljeno v madžarskem muzeju naravne zgodovine. To lobanjo so tam dobro preučili in podrobno opisali